# Човек на гнева
„Човек на гнева“ (на английски: Wrath of Man) е екшън трилър от 2021 г. на режисьора Гай Ричи, който е съсценарист с Айвън Аткинсън и Марк Дейвис, и е свободно базиран на френския филм от 2004 г. от Никола Букриф. Във филма участват Джейсън Стейтъм, Холт Маккалани, Джефри Донован, Джош Хартнет, Лаз Алонсо, Раул Кастило, Доби Опарей, Еди Марсан и Скот Истууд.
Филмът е пуснат в няколко страни на 22 април 2021 г., и в САЩ на 7 май.